# 浦口站
浦口站，原名江浦站，位于中华人民共和国江苏省南京市浦口区南京市绕城公路附近星甸镇李家砻坊、元庄交界的一个火车站，设两座岛式站台和六条股道。该车站距浦口区政府车程20分钟，紧邻南京一环公路（S001）。

## 结构
本站采用线侧下式站房，站房一层为候车大厅，其中配有售票厅、洗手间等相应设施，二层为高架站台。站前广场面积为15208平方米，两侧分别设置有公交车停靠区域、出租车停靠区域及社会车辆停靠点；主楼正前方路面铺有沥青，共有4车道，长223米，宽35米。

## 历史
根据《南京城市总体规划（2007—2030）》，为与“一环十五线”相配套，南京将建设大小共17个客运火车站，形成“两主、三辅、十二城际站”的车站布局；其中的“三辅”之一即江浦站。
2011年4月26日，南京市市政工程质量安全监督局公示了江浦站站前广场的建设工程监督工作计划书。2011年7月12日，由于行政区划变更，铁道部运输局将该站更名为浦口站。
自2011年完工之后，該站从未被投入使用。2012年6月人民網记者致電上海铁路局查詢，上海铁路局表示該站之所以一直没开通是因为“这个站办理客运业务的时机还不成熟”。2018年12月揚子晚報記者前往調查時發現站房周边一片荒芜，站房内外的设施包括玻璃都已蒙上了灰尘。

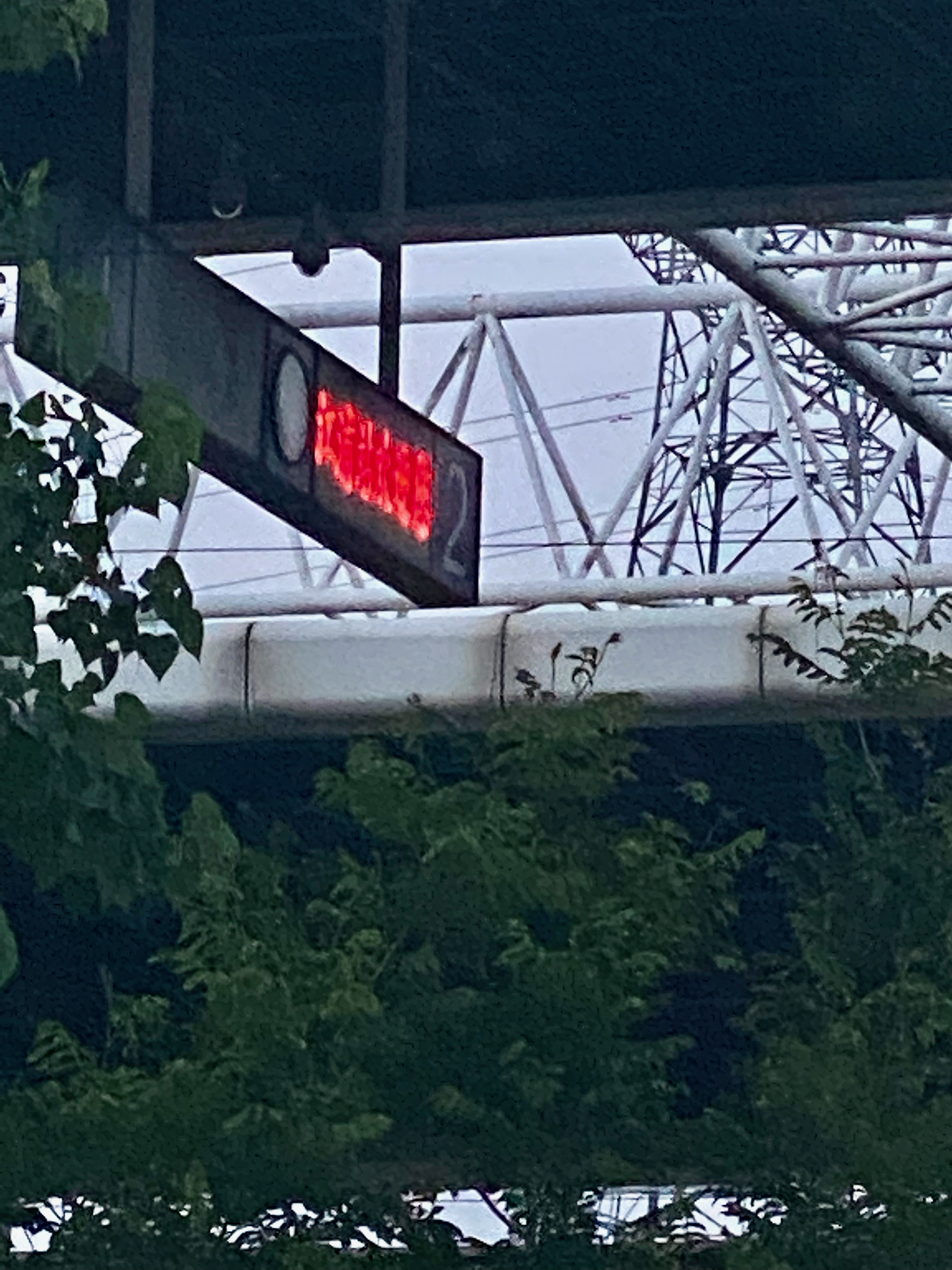
站台上未熄灭的显示屏幕